# Le Tigre de l'Arizona
Pour plus de détails, voir Fiche technique et Distribution.
Le Tigre de l'Arizona (The Arizona Kid) est un film américain réalisé par Alfred Santell, sorti en 1930.

## Synopsis
Un jeune homme se prend pour un robin des bois modernes avec sa bande...

## Fiche technique
- Titre original : The Arizona Kid
- Titre français : Le Tigre de l'Arizona
- Réalisation : Alfred Santell
- Scénario : Ralph Block et Joseph Wright d'après une histoire de Ralph Block
- Société de production et de distribution : Fox Film Corporation
- Musique : R.H. Bassett et Peter Brunelli (non crédités)
- Photographie : Glen MacWilliams
- Montage : Paul Weatherwax
- Costumes : Sophie Wachner
- Pays de production : États-Unis
- Format : Noir et blanc - Son : Mono
- Genre : Western
- Durée : 88 minutes
- Date de sortie :
  - États-Unis : 27 avril 1930

## Distribution
- Warner Baxter : The Arizona Kid
- Carole Lombard : Virginia Hoyt
- Theodore von Eltz : Dick Hoyt
- Hank Mann : Bartender Bill
- Mona Maris : Lorita
- Wilfred Lucas : Manager
- James Gibson : Stage Guard
- Larry McGrath : Homer Snook
- Jack Herrick : The Hoboken Hooker
- Walter P. Lewis : Shérif Jim Andrews
- Arthur Stone : Snakebite Pete
- De Sacia Mooers : Molly
- Soledad Jiménez : Pulga
- Horace B. Carpenter : Jake Grant